# Polychrysia aurata
Polychrysia aurata är en fjärilsart som beskrevs av Otto Staudinger 1888. Polychrysia aurata ingår i släktet Polychrysia och familjen nattflyn. Inga underarter finns listade i Catalogue of Life.